# Torneo Liga Paraná Campaña 2016

Es la sexagésima tercera edición del Torneo de Primera División de fútbol, organizado por la Liga de Fútbol de Paraná Campaña afiliada al Consejo Federal de la Asociación del Fútbol Argentino.
Ese día el Viale FBC se consagró campeón ante su clásico rival el CA Arsenal. Donde la histórica vuelta olímpica en su cancha.

## Equipos participantes

### Zona Norte
- Juventud Sarmiento
- Independiente Foot Ball Club
- Unión Alcaraz
- Club Atlético Hernandarias
- Deportivo Bovril
- Club Atlético Hasenkamp
- Tuyango de Piedras Blancas
- Club Atlético Sauce de Luna
- Club Unión Agrarios Cerrito
- Juventud Unida de Bovril

### Zona Sur
- Club Atlético Unión de Crespo
- Viale Foot Ball Club
- Club Atlético Arsenal de Viale
- Club Social y Deportivo Tabossi
- Club Atlético María Grande
- Club Atlético Litoral de María Grande
- Cañadita Central de Seguí
- Seguí Foot Ball Club
- Club Social y cultural de Crespo
- Club Sarmiento de Crespo

## Zona Norte

### Posiciones
| Pos. | Equipo             | Pts. | PJ | PG | PE | PP | GF | GC | Dif. |
| ---- | ------------------ | ---- | -- | -- | -- | -- | -- | -- | ---- |
| 01.º | Atlético Hasenkamp | 3    | 1  | 1  | 0  | 0  | 5  | 2  | 3    |
| 02.º | Unión Agrarios     | 3    | 1  | 1  | 0  | 0  | 3  | 2  | 1    |
| 03.º | Juv. Sarmiento     | 3    | 1  | 1  | 0  | 0  | 2  | 1  | 1    |
| 04.º | Deportivo Tuyango  | 3    | 1  | 1  | 0  | 0  | 2  | 1  | 1    |
| 05.º | Unión Alcaraz      | 1    | 1  | 0  | 1  | 0  | 0  | 0  | 0    |
| 06.º | Sauce Luna         | 1    | 1  | 0  | 1  | 0  | 0  | 0  | 0    |
| 07.º | Juv. Unida         | 0    | 1  | 0  | 0  | 1  | 1  | 2  | −1   |
| 08.º | Atl. Hernandarias  | 0    | 1  | 0  | 0  | 1  | 1  | 2  | −1   |
| 09.º | Dep. Bovril)       | 0    | 1  | 0  | 0  | 1  | 2  | 3  | −1   |
| 10.º | Independiente      | 0    | 1  | 0  | 0  | 1  | 2  | 5  | −3   |

|  | Clasificados a octavos de final. |

### Resultados
| Fecha 1° | Local          | Resultado | Visitante         |
| -------- | -------------- | --------- | ----------------- |
| 08/05    | Dep. Bovril    | 2-3       | Unión Agrarios    |
| 08/05    | Independiente  | 2-5       | Atl. Hasenkamp    |
| 08/05    | Juv. Sarmiento | 2-1       | Atl. Hernandarias |
| 08/05    | Dep. Tuyango   | 2-1       | Juv. Unida        |
| 08/05    | Unión Alcaraz  | 0-0       | Sauce Luna        |

## Zona Sur

### Posiciones
| Pos. | Equipo            | Pts. | PJ | PG | PE | PP | GF | GC | Dif. |
| ---- | ----------------- | ---- | -- | -- | -- | -- | -- | -- | ---- |
| 01.º | Segui FC          | 3    | 1  | 1  | 0  | 0  | 2  | 0  | 2    |
| 02.º | Cultural          | 3    | 1  | 1  | 0  | 0  | 2  | 1  | 1    |
| 03.º | Viale FBC         | 3    | 1  | 1  | 0  | 0  | 2  | 1  | 1    |
| 04.º | Unión Crespo      | 3    | 1  | 1  | 0  | 0  | 1  | 0  | 1    |
| 05.º | Arsenal           | 1    | 1  | 0  | 1  | 0  | 1  | 1  | 0    |
| 06.º | Litoral           | 1    | 1  | 0  | 1  | 0  | 1  | 1  | 0    |
| 07.º | Cañadita          | 0    | 1  | 0  | 0  | 1  | 0  | 1  | −1   |
| 08.º | Atl. Maria Grande | 0    | 1  | 0  | 0  | 1  | 1  | 2  | −1   |
| 09.º | Atl. Sarmiento    | 0    | 1  | 0  | 0  | 1  | 1  | 2  | −1   |
| 10.º | Dep. Tabossi      | 0    | 1  | 0  | 0  | 1  | 0  | 2  | −2   |

|  | Clasificados a octavos de final. |

### Resultados
| Fecha 1° | Local        | Resultado | Visitante         |
| -------- | ------------ | --------- | ----------------- |
| 08/05    | Unión Crespo | 1-0       | Cañadita          |
| 08/05    | Viale FC     | 2-1       | Atl. María Grande |
| 08/05    | Litoral      | 1-1       | Arsenal           |
| 08/05    | Segui FC     | 2-0       | Dep. Tabossi      |
| 08/05    | Cultural     | 2-1       | Sarmiento         |